# Juan José Timón
Juan José Timón (* 18. November 1937 in Fray Bentos; † 13. Juli 2001 in Montevideo) war ein Radrennfahrer aus Uruguay und späterer Radsporttrainer. Er galt als südamerikanisches Radsport-Idol und wurde Don Pedal genannt.
1959 errang Juan José Timón bei den Panamerikanischen Spielen in Chicago mit dem Team aus Uruguay die Silbermedaille in der 4000-Meter-Mannschaftsverfolgung auf der Bahn. 1960 nahm er bei den Olympischen Spielen in Rom in der die Mannschaftsverfolgung und im olympischen Straßenrennen teil, konnte sich aber in beiden Rennen nicht platzieren. 1961 bestritt er die erstmals ausgetragene Tour de France für Amateure, die Tour de l’Avenir, und die Straßen-WM in Bern. Bei den UCI-Straßen-Weltmeisterschaften 1962 erzielte er mit dem Gewinn der WM-Bronzemedaille im 100-Kilometer-Mannschaftszeitfahren auf der Straße seinen größten sportlichen Erfolg. 1963 holte er bei den Panamerikanischen Spielen in São Paulo mit dem uruguayischen Bahn-Vierer die Goldmedaille in der Mannschaftsverfolgung.
Bei den Olympischen Spielen 1964 in Tokio startete Timón mit dem Bahn-Vierer Uruguays in der Mannschaftsverfolgung, der sich nicht fürs Viertelfinale qualifizieren konnte. 1965 siegte er in der Gesamteinzelwertung der Vuelta Ciclista del Uruguay, was ihm als Sprungbrett ins Profi-Lager verhalf.
Er bekam 1966 einen Vertrag im italienischen Radsportteam Molteni, in dem u. a. Rudi Altig fuhr. Er erzielte bei den Berufsfahrern keine Platzierung unter den ersten Zehn, machte aber bei den UCI-Straßen-Weltmeisterschaften der Profis auf dem Nürburgring auf sich aufmerksam, als er gemeinsam mit dem Portugiesen Sérgio Páscoa einen Ausreißversuch startete, der nach zwei Runden endete. Nach erfolgloser zweiter Profi-Saison beendete Timón seine sportliche Laufbahn 1967.
Ab 1968 arbeitete Timón als Trainer der brasilianischen Rad-Nationalmannschaft, später führte er das Caloi-Profi-Team. 1992 ging er in seine Heimat zurück und übernahm die Betreuung der uruguayischen Nationalmannschaft. Während seiner Zeit als Nationaltrainer konnte Milton Wynants zahlreiche internationale Erfolge erringen.
Zu Ehren von Timón wurde in Brasilien der Clube JJ Timón gegründet.